# Calyptotheca quadravicularis
Calyptotheca quadravicularis är en mossdjursart som först beskrevs av Okada 1923.  Calyptotheca quadravicularis ingår i släktet Calyptotheca och familjen Parmulariidae. Inga underarter finns listade i Catalogue of Life.